# 8e cérémonie des American Film Institute Awards
La 8e cérémonie des American Film Institute Awards, décernés par l'American Film Institute, a eu lieu le 16 décembre 2007, et a récompensé les films et séries télévisées diffusées dans l'année.

## Palmarès

### Cinéma
- 7 h 58 ce samedi-là (Before the Devil Knows You're Dead)
- En cloque, mode d'emploi (Knocked Up)
- Into the Wild
- Juno
- Michael Clayton
- No Country for Old Men
- Ratatouille
- Le Scaphandre et le Papillon
- La Famille Savage (The Savages)
- There Will Be Blood

### Télévision
- 30 Rock
- Dexter
- Tout le monde déteste Chris (Everybody Hates Chris)
- Friday Night Lights
- Longford
- Mad Men
- Pushing Daisies
- Les Soprano (The Sopranos)
- Tell Me You Love Me
- Ugly Betty